# The Shallows (àlbum)
The Shallows és un àlbum del grup musical I Like Trains, publicat el 7 de maig de 2012 i produït per Richard Formby.
És un àlbum de concepte basat en el llibre The Shallows de Nicholas Carr.